# Établissement métis d'East Prairie
L'établissement métis d'East Prairie est une localité désignée située dans la province d'Alberta, dans le centre.